# Wybory prezydenckie w Somalilandzie w 2010 roku
Wybory prezydenckie w Somalilandzie w 2010 roku odbyły się 26 czerwca 2010. Początkowo planowane na 2008, były drugimi wyborami prezydenta w nieuznawanym przez społeczność międzynarodową Somalilandzie, będącym formalnie częścią Somalii. Zakończyły się zwycięstwem Ahmeda M. Mahamouda Silanyo, który pokonał urzędującego prezydenta Daahira Rayaale Kaahina.

## Organizacja wyborów
Wybory z czerwca 2010 były drugimi w historii wyborami prezydenckimi w Somalilandzie. W pierwszych wyborach w kwietniu 2003 zwyciężył Daahir Rayaale Kaahin, pokonując różnicą zaledwie 80 głosów Ahmeda M. Mahamouda Silanyo. Uzyskał 41,23% głosów poparcia (205 595), podczas gdy Silanyo 41,21% (205 515 głosów). Prezydent Somalilandu wybierany jest na 5-letnią kadencję. Początkowo kolejne wybory planowane były na sierpień 2008, lecz z powodu okupacji wschodnich regionów Sanaag i Sool przez siły z Puntlandu Izba Starszych, wyższa izba parlamentu, przedłużyła mandat urzędującego prezydenta i przesunęła termin wyborów na 15 marca 2009. Decyzja ta spotkała się z ostrą krytyką ze strony opozycji, która jednak ostatecznie zaakceptowała nową datę głosowania.
Na początku marca wybory zostały ponownie przesunięte, tym razem o dwa miesiące, do 31 maja 2009. 28 marca 2009 Izba Starszych po raz trzeci przełożyła termin wyborów na wrzesień 2009. Prezydent Daahir Rayaale Kaahin w kwietniu 2009, zgodnie z propozycją komisji wyborczej, zarządził wybory na 27 września 2009. Opozycja po raz wtóry sprzeciwiła się odkładaniu głosowania. Ostatecznie jednak w lipcu 2009 wszystkie partie polityczne zawarły porozumienie i przystanęły na wrześniową datę. 6 września 2009 komisja wyborcza ogłosiła, że wybory mogą nie odbyć w zaplanowanym czasie z powodu „panującej sytuacji politycznej, gospodarczej i problemów technicznych”. Głównym problemem pozostawało opóźnienie w sporządzeniu pierwszego w historii regionu spisu wyborców. Prezydent zwrócił się wówczas do Rady Starszych o dalsze przedłużenie swojego mandatu. 28 września 2009 Rada Starszych przedłużyła mandat pod warunkiem przestrzegania przez rząd 6-punktowego planu przygotowań do wyborów.
Nowa data wyborów nie została jednak ustalona, choć jako najwcześniejszy termin rządzący politycy wymieniali styczeń 2010. Jednak data ta nie została dotrzymana. 28 kwietnia 2010 komisja wyborcza ogłosiła organizację głosowania w czerwcu 2010 i rozpoczęła przygotowania do niego. Ukończyła wówczas sporządzanie listy wyborców, liczącej w sumie 1,1 mln nazwisk. W połowie kwietnia przybyły do Somalilandu pierwsze urny wyborcze z Danii, a na początku maja biometryczne karty do głosowania. 15 maja 2010 prezydent Daahir Rayaale Kaahin wydał dekret zarządzający wybory na 26 czerwca 2010, datę zaproponowaną dzień wcześniej przez komisję wyborczą.

## Kandydaci
W wyborach uczestniczyło troje kandydatów:
- Daahir Rayaale Kaahin – urzędujący prezydent ze Zjednoczonej Demokratycznej Partii Ludowej (UDUB),
- Ahmed M. Mahamoud Silanyo – kandydat największej partii opozycyjnej; Partii Pokoju, Jedności i Rozwoju (Kulmiye),
- Faysal Ali Warabe – kandydat mniejszej partii opozycyjnej; Partii Sprawiedliwości i Dobrobytu (UCIB).

## Głosowanie i wyniki
Kilka dni przed głosowaniem somalijska radykalna organizacja islamska Al-Shabaab potępiła wybory, nazywając demokrację „zasadami diabła” i wezwała mieszkańców do nieuczestniczenia w głosowaniu. Władze odrzuciły groźby bojowników, apelując o udział w wyborach. Ze względów bezpieczeństwa 26 czerwca 2010 zamknięte zostały granice państwa. We wschodnich regionach kraju, stanowiących przedmiot sporu z sąsiednim Puntlandem, w wyniku starć zginęły co najmniej 4 osoby, a jedna została ranna. Bojownicy przejęli kilka urn wyborczych, a w 34 lokalach głosowanie w ogóle nie odbyło się ze względów bezpieczeństwa.
1 lipca 2010 komisja wyborcza ogłosiła wyniki wyborów. Zgodnie z nimi zwycięstwo odniósł kandydat opozycji Ahmed M. Mahamoud Silanyo, pokonując urzędującego prezydenta Daahira Rayaale Kaahina oraz Faysala Ali Warabe. Prezydent zaakceptował wyniki, złożył gratulacje zwycięzcy i zapowiedział ustąpienie z urzędu zgodnie z prawem. Wyniki wyborów musiał zatwierdzić Sąd Najwyższy w ciągu 15 dni, a w ciągu 30 dni prezydent elekt musiał zostać zaprzysiężony na stanowisku.
- Wyniki wyborów prezydenckich:

| Kandydat – Partia polityczna | Kandydat – Partia polityczna                                            | Liczba głosów | %      |
| ---------------------------- | ----------------------------------------------------------------------- | ------------- | ------ |
|                              | Ahmed M. Mahamoud Silanyo – Partia Pokoju, Jedności i Rozwoju (Kulmiye) | 266 906       | 49,59% |
|                              | Daahir Rayaale Kaahin – Zjednoczona Demokratyczna Partia Ludowa (UDUB)  | 178 881       | 33,23% |
|                              | Faysal Ali Warabe – Partia Sprawiedliwości i Dobrobytu (UCIB)           | 92 439        | 17,18% |
| Głosy nieważne               |                                                                         |               |        |
| Razem                        | Razem                                                                   | 538 226       | 100%   |
| Źródło:                      |                                                                         |               |        |

## Ocena głosowania
Pomimo iż Somaliland nie jest uznawany przez żadne państwo, wybory monitorowało ok. 70 międzynarodowych i 800 lokalnych obserwatorów. 28 czerwca 2010 International Republican Institute, amerykańska organizacja pozarządowa, stwierdziła, że głosowanie przebiegło w sposób pokojowy, bez większych incydentów i generalnie spełniło standardy międzynarodowe. Brytyjscy obserwatorzy oświadczyli, że „pomimo pewnych nieprawidłowości, proces wyborczy był uczciwy, wolny i wyrażał wolę ludności”. Międzynarodowi obserwatorzy wyrazili zaniepokojenie skargami partii opozycyjnych wobec partii rządzącej o wykorzystywanie publicznych funduszy, mediów i pojazdów na użytek kampanii wyborczej swojego kandydata. Zaniepokojenie obserwatorów wzbudziły także przypadki niemożności oddania głosu we wschodnich przygranicznych rejonach kraju.